# Herrick (Illinois)
Herrick és una població dels Estats Units a l'estat d'Illinois. Segons el cens del 2000 tenia 524 habitants.

## Demografia
Segons el cens del 2000, Herrick tenia 524 habitants, 197 habitatges, i 136 famílies. La densitat de població era de 562 habitants/km².
Dels 197 habitatges en un 36% hi vivien nens de menys de 18 anys, en un 55,3% hi vivien parelles casades, en un 8,6% dones solteres, i en un 30,5% no eren unitats familiars. En el 25,4% dels habitatges hi vivien persones soles el 15,7% de les quals corresponia a persones de 65 anys o més que vivien soles. El nombre mitjà de persones vivint en cada habitatge era de 2,66 i el nombre mitjà de persones que vivien en cada família era de 3,24.
Per edats la població es repartia de la següent manera: un 30,7% tenia menys de 18 anys, un 8,2% entre 18 i 24, un 25,2% entre 25 i 44, un 18,1% de 45 a 60 i un 17,7% 65 anys o més.
L'edat mediana era de 34 anys. Per cada 100 dones de 18 o més anys hi havia 100,6 homes.
La renda mediana per habitatge era de 24.722 $ i la renda mediana per família de 30.000 $. Els homes tenien una renda mediana de 30.227 $ mentre que les dones 20.000 $. La renda per capita de la població era d'11.243 $. Aproximadament el 18,1% de les famílies i el 22% de la població estaven per davall del llindar de pobresa.

## Poblacions més properes
El següent diagrama mostra les poblacions més properes.